# Золота медаль Національного центру наукових досліджень
Золота́ меда́ль Націона́льного це́нтру науко́вих дослі́джень (фр. La médaille d'or du CNRS) — щорічна премія Національного центру наукових досліджень (CNRS) Франції. Присуджується від 1954 року вченому, який зробив видатний внесок у розвиток відповідної галузі знань.

## Лауреати
- 1954: Еміль Борель
- 1955:  Луї де Бройль
- 1956: Жак Адамар
- 1957: Гастон Дюпуа[fr]
- 1958: Гастон Рамон
- 1959: Андре Данжон
- 1960: Рауль Бланшар[en]
- 1961: Пол Буен[fr]
- 1962: Марсель Делепін[en]
- 1963: Робер Кур'є[en]
- 1964:  Альфред Кастлер
- 1965:  Луї Неель
- 1966: Поль Паскаль[fr]
- 1967: Клод Леві-Строс
- 1968: Ефруссі Борис Самійлович
- 1969: Жорж Шадрон[fr]
- 1970: Жак Фрідель
- 1971: Бернар Галперн[fr]
- 1972: Жак Уден[fr]
- 1973: Андре Леруа-Гуран
- 1974: Едгар Ледерер[fr]
- 1975: Раймонд Кастейн[fr], Крістіна Дерош-Ноблькур
- 1976: Анрі Картан
- 1977: Шарль Ференбак
- 1978:  Моріс Алле, П'єр Жакіно[en]
- 1979: П'єр Шамбон
- 1980:  П'єр Жиль де Жен
- 1981:  Жан-Марі Лен, Роланд Мартін[en]
- 1982: П'єр Жоліо[en]
- 1983: Еврі Шацман[en]
- 1984: Жан Броссель[en], Жан-П'єр Вернан
- 1985: Петро Слонимський
- 1986: Ніколь ле Дуарен
- 1987: Жорж Канґієм,   Жан-П'єр Серр
- 1988: Філіп Нозьєр[en]
- 1989: Мішель Жуве
- 1990: Марк Жуліа
- 1991: Жак Ле Гофф
- 1992:  Жан-П'єр Шанже
- 1993: П'єр Бурдьє
- 1994:  Клод Алегр
- 1995: Клод Ажеж
- 1996:  Клод Коен-Таннуджі
- 1997: Жан Руксель[de]
- 1998: П'єр Потьє[en]
- 1999: Жан-Клод Ріссе
- 2000: Мішель Лаздунський[fr]
- 2001: Моріс Годельє
- 2002:  Клод Лорі, Жан Жузель
- 2003:  Альбер Ферт
- 2004:  Ален Конн
- 2005:  Ален Аспе
- 2006: Жак Стерн[en]
- 2007:  Жан Тіроль
- 2008: Жан Вайсенбах[en]
- 2009:  Серж Арош
- 2010: Жерар Ферей[en]
- 2011:    Жуль Альфонс Гоффманн
- 2012: Філіп Дескола
- 2013: Маргарет Бекінґем[en]
- 2014: Жерар Беррі[en]
- 2015: Ерік Карсенті[fr]
- 2016: Клер Вуазен
- 2017: Алан Брілле[fr], Тібо Дамур[en]
- 2018: Барбара Кассен
- 2019: Томас Еббесен
- 2020: Франсуаза Комб[en][1]
- 2021: Жан Далібар[en][2]
- 2022: Жан-Марі Тараскон
- 2023: Сандра Лаворель[3]
- 2024: Едіт Герд[en]